# Křenice (okres Praha-východ)
Obec Křenice se nachází v okrese Praha-východ, kraj Středočeský. Rozkládá se asi dvacet jedna kilometrů východně od centra Prahy a pět kilometrů severně od města Říčany. Díky své poloze blízko hranice Prahy se obec rychle rozrůstá. Žije zde přibližně 1 000 obyvatel.

## Historie
Název obce vznikl z původního názvu chřenná – křenná ves (lidově ta Křenice, do Křenice, v Křenici, křenickej atd.).
Archeologické nálezy v obci a jejím blízkém okolí prokázaly lidská sídliště již v období kolem 6. století př. n. l. Též v následujících stoletích zde je osídlení prokazatelné, neboť některé nálezy pocházejí až z 1. století př. n. l.
Prvním známým majitelem vsi byl pražský měšťan Henslin, syn Seibotha z Benešova (1331). Z tohoto roku je zároveň první zmínka o obci. Další majitelé se velmi často střídali, pro zajímavost uveďme snad jen Vchynské ze Vchynic, Smiřické ze Smiřic, Skalské z Dubu (např. Mikuláš Skalský z Dubu († 1588), který vlastnil i sousední Sluštice a Královice) a Zajíčky z Křenic. V roce 1590[zdroj?] Albrecht Jan Smiřický (1594–1618) koupil od Jana a Hertvíka Skalských z Dubu tvrz a ves Křenice s poplužním dvorem. Roku 1613 na Chřenicích zemřel rytíř Daniel Skalský z Dubu.
Po bělohorské konfiskaci přešlo roku 1623 panství Smiřických na rod Lichtensteinů, Křenice patřila k uhříněveskému panství. Berní rula k roku 1654 uvádí ves jako „celou pustou, v kterýžto bejvali gruntové – sedlští Koptovský, Kryzovský, Gruntovský, Kotlíkovský, Chocholovský – chalupnický: Packovský, Kovárnovský.“
Rozvoj vsi v 19. století zachycuje mapa stabilního katastru z roku 1842, kde je patrná uzavírající se zástavba statků kolem dnešní návsi. Rozvoj drobné domkářské zástavby proběhl hlavně v období mezi dvěma světovými válkami. Během první světové války zahynula řada občanů na evropských bojištích, druhá světová válka se vojenskými akcemi dotkla obce jen okrajově. V roce 1936 byla v obci založena tělovýchovná jednota Sokol, která funguje až do současnosti.
Obec je typickým příkladem vesnice, kde proběhly stavební zásahy v souladu s požadavky lidí na komfort bydlení podobný městskému, bez uvědomění si hodnot venkovské zástavby. Došlo k zásahům především do vnějšího vzhledu obce – odstranění zdí s hranicemi, zdobných prvků na fasádě, výměnou oken, dveří, vrat. Velmi rušivě působí řešení dopravy v obci, především velké zatížení nákladní dopravou.

### Územněsprávní začlenění
Dějiny územněsprávního začleňování zahrnují období od roku 1850 do současnosti. V chronologickém přehledu je uvedena územně administrativní příslušnost obce v roce, kdy ke změně došlo:
- 1850 České království, kraj Praha, politický okres Jílové, soudní okres Říčany[4]
- 1855 České království, kraj Praha, soudní okres Říčany[4]
- 1868 České království, politický okres Český Brod, soudní okres Říčany[4]
- 1898 České království, politický okres Žižkov, soudní okres Říčany[5]
- 1921 Země Česká, politický okres Žižkov sídlo Říčany, soudní okres Říčany[6]
- 1925 Země Česká, politický i soudní okres Říčany[7]
- 1939 Země Česká, Oberlandrat Praha, politický i soudní okres Říčany[8]
- 1942 Země Česká, Oberlandrat Praha, politický okres Praha-venkov-jih, soudní okres Říčany[9]
- 1945 Země Česká, správní i soudní okres Říčany[10]
- 1949 Pražský kraj, okres Říčany[11]
- 1960 Středočeský kraj, okres Praha-východ[12]

### Rok 1932
Ve vsi Křenice (451 obyvatel) byly v roce 1932 evidovány tyto živnosti a obchody: obchodník s dobytkem, 2 hostince, kolář, kovář, obuvník, pekař, 4 rolníci, 2 řezníci, 2 obchody se smíšeným zbožím, trafika, truhlář, velkostatek Brych.

## Pamětihodnosti
Nejstarší dochovanou památkou obce je zvon z roku 1747 od Jana Horálka, původně byl asi umístěný na dřevěné zvonici, ta současná, kamenná pochází z přelomu 19. a 20. století. Vedle ní stojí poutní kříž na soklu z roku 1841 (kříž samotný s ukřižovaným Ježíšem a Pannou Marií pochází ze hřbitovního kříže a je podstatně mladší). Pomník padlým z dvacátých let dvacátého století připomíná jedenáct křenických rodáků padlých v první světové válce. V horní části byla dodatečně připevněna deska na památku dalšího rodáka dr. Josefa Kratochvíla, který byl popraven nacisty.
Tvrz stávala do roku 1650 v prostoru bývalého panského hospodářského dvora a jiné stopy po ní nejsou. Je možné, že zbytky jejích konstrukcí se nachází v některé z dochovaných hospodářských nebo obytných staveb. Ze staveb panského dvora se dochovalo již jen torzo. Z barokního špýcharu z roku 1780 stojí už jen obvodové zdivo. V poměrně dobrém stavu je už jen budova bývalého kravína z roku 1875 vyzděná z kyklopského žulového zdiva.

## Doprava
Dopravní síť
- Pozemní komunikace – Obcí prochází silnice II/101 v úseku Jesenice - Říčany - Křenice - Úvaly - Brandýs nad Labem-Stará Boleslav.

- Železnice – Železniční trať ani stanice na území obce nejsou. Nejbližší železniční stanicí jsou Úvaly ve vzdálenosti 7 km ležící na trati 011 z Prahy do Kolína.

Veřejná doprava
- Autobusová doprava – Autobusová doprava v obci je zapojena do Pražské integrované dopravy, a to linkami 303 (Praha, Černý Most - Křenice) , 366 (Praha, Depo Hostivař - Březí, Podskalí - Mukařov) , 686 (Úvaly,Žel.st - Říčany,Wolkerova) a 765 ( Sibřina - Říčany,Wolkerova).

V obci se nachází jedna zastávka "Křenice".